# Kaukázusi brigád
A Kaukázusi brigád (eredeti francia címe: La Brigade sauvage) Marcel L’Herbier rendezésében készült és Jean Dréville által befejezett, 1939-ben bemutatott fekete–fehér francia filmdráma. Magyarországon a filmet 1939. augusztus 19-én mutatták be.

## Cselekménye
Gróf Mirski, a kaukázusi brigád hadnagya szerelmes Marie-ba, Kalitjeff parancsnok feleségébe, ezért szakít régi szerelmével, Isa Ostrowskival. Egy napon az orosz nagyherceg látogatást tesz a brigádnál és a számára rendezett estélyen találkára hívja Marie-t Mirski hadnagy házába. Ott azonban Marie-t a titokban érkezett féltékeny Isa várja és lelövi, mert azt hiszi, hogy az asszony Mirski szeretője. Hogy megvédje a nagyherceg becsületét, Mirski magára vállalja, hogy Marie-t ő hívta találkára. Kalitjeff parancsnok provokálja a hadnagyot, de a párbajt felsőbb parancsra nem lehet lefolytatni, mert kitört a világháború. 
Húsz évvel később az emigrált Kalitjeff tábornok már Párizsban él. Mirski egy kaukázusi kórus vezetőjeként érkezik a városba és beleszeret – tudtán kívül – a tábornok lányába. Az idős tábornok végre leszámolhat régi ellenfelével és megsebesíti. Mirski gróf hamarosan felgyógyul és feltárja az igazságot: saját szerepét, hogy a nagyherceget mentse, és Marie asszony feddhetetlenségét. A tábornok megbocsát, most már nincs akadálya lánya és Mirski gróf házasságának.

## Főbb szereplők
- Véra Korène – Marie Kalitjeff
- Charles Vanel – Kalitjeff tábornok
- Youcca Troubetzkoy – Boris Mirski
- Lisette Lanvin – Natasa Kalitjeff
- Florence Marly – Isa Ostrowski
- Roger Duchesne – Péter nagyherceg
- Jean Galland – Maximoff